# 2 del Linx
2 del Linx (2 Lyncis) és un estel en la constel·lació del Linx de magnitud aparent +4,45. S'hi troba a 149 anys llum del sistema solar.
2 Lyncis és un estel blanc de la seqüència principal de tipus espectral A2V la temperatura efectiva del qual és de 9210 K. Té un radi 2,2 vegades més gran que el radi solar i gira sobre si mateixa amb una velocitat de rotació d'almenys 46 km/s. 33 vegades més lluminós que el Sol, la seva massa és de 2,3 masses solars, estimant-se la seva edat en 320 milions d'anys. D'altra banda, és un estel brillant en rajos X amb una lluminositat en aquesta regió de l'espectre de 35 ×1020 W.
Quant a la seva composició elemental, 2 Lyncis té una metal·liicitat per sota de la solar, amb una abundància relativa de ferro de [Fe/H] = -0,15. Oxigen, calci i bari també presenten nivells un poc inferiors als solars però és el silici l'element amb un nivell comparativament més baix ([Si/H] = -0,48).
Així mateix, 2 Lyncis és un estel binari amb un període orbital de 2,245 anys. Res se sap de l'acompanyant, tret que la seva massa és superior a 0,27 masses solars. El sistema constitueix una binària eclipsant, produint-se una caiguda de lluentor de 0,30 magnituds durant l'eclipsi. També sembla una variable Delta Scuti, per la qual cosa rep la denominació, quant a estel variable, d'UZ Lyncis.